# Sumber Pitu
Sumber Pitu is een bestuurslaag in het regentschap Pasuruan van de provincie Oost-Java, Indonesië. Sumber Pitu telt 4047 inwoners (volkstelling 2010).